# مجموعة ميثين

مجموعة الميثين

مجموعة الميثين في الكيمياء هي مجموعة وظيفية لها البنية العامة (-CH=)، ويمكن أن تسمى جسر ميثيني، وهي مشتقة كما يوحي الاسم من الميثان . تتألف مجموعة الميثين من ذرة كربون لديها ثلاث روابط، وهي رابطة مضاعفة واحدة، بالإضافة إلى رابطتين أحاديتين (رابطة بسيطة)، تكون إحداها مع الهيدروجين.
للمجموعة الاسم النظامي وفق الاتحاد الدولي للكيمياء البحتة والتطبيقية (IUPAC): ميثيليليدين أو ميثانيليليدين.